# Daily news
《daily news》為日本女歌手華原朋美的第13張單曲，為其最後一首由小室哲哉製作的單曲。

## 說明
- 華原的首張12cm單曲。
- 因為去夏日的海邊而誕生的曲子，以點亮不景氣的社會為概念的一首歌。
- 1998年NHK紅白歌唱大賽的演唱曲目。

## 收錄歌曲
全碟作詞・作曲・編曲：小室哲哉
1. daily news [Straight Run]
2. daily news [Intensive Remix]
3. daily news [Instrumental]